# 博伊斯達克 (密蘇里州)
博伊斯達克（英語：Bois D'Arc）是位於美國密蘇里州格林縣的非建制地區。

## 歷史
博伊斯達克的郵局自1868年營運至今。

## 地理
博伊斯達克所處的海拔為高於海平面369米（即1211英呎），而該地所採用的時區為UTC-6，即北美中部時區（CST）。同時該地設有夏令時間，為UTC-6調快一小時，即UTC-5（CDT）。